# Национален фенклуб - Берое Стара Загора
„Национален фенклуб – Берое Стара Загора“ е фенклуб на ФК „Берое“, Стара Загора.
сдружение с нестопанска цел, учредено през 2000 година от привърженици на футболния клуб „Берое“ от град Стара Загора. Сдружението е създадено с цел осъществяване на организирана подкрепа на футболния отбор „Берое“ и популяризиране на клуба, футболната игра и спорта. Основна роля на фенклуба е да осъществява контакт и взаимодействие между футболния клуб „Берое“ и привържениците му.
„Национален фенклуб – Берое Стара Загора“ е финансово независима организация, а членуването в нея е на доброволен принцип. По устав органи на управление на фенклуба са Общото събрание, Управителния съвет и Председателят на Управителния съвет.